# Буеначе-де-Аларкон
Буеначе-де-Аларкон (ісп. Buenache de Alarcón) — муніципалітет в Іспанії, у складі автономної спільноти Кастилія-Ла-Манча, у провінції Куенка. Населення — 639 осіб (2010).
Муніципалітет розташований на відстані близько 160 км на південний схід від Мадрида, 47 км на південь від Куенки.

## Демографія
Динаміка населення (INE ):